# Livia Turco
Livia Turco (ur. 13 lutego 1955 w Cuneo) – włoska polityk, była minister w kilku rządach, wieloletnia parlamentarzystka.

## Życiorys
Ukończyła liceum ogólnokształcące. Zaangażowała się w działalność młodzieżówki Włoskiej Partii Komunistycznej, od 1978 zasiadała we władzach tej organizacji. W latach 80. sprawowała mandat radnej regionu Piemont i Turynu. Od 1986 wchodziła w skład sekretariatu krajowego PCI.
Od 1987 do 2006 sprawowała mandat posłanki do Izby Deputowanych X, XI, XII, XIII i XIV kadencji. Po rozwiązaniu kompartii należała do Demokratycznej Partii Lewicy, a w 1998 została działaczką Demokratów Lewicy, stronnictwa powstałego w oparciu o PDS i małe ugrupowanie lewicowe.
W latach 1996–2001 sprawowała urząd ministra bez teki (do spraw solidarności społecznej) w czterech kolejnych rządach kierowanych przez Romano Prodiego, Massima D’Alemę (w dwóch gabinetach) i Giuliana Amato.
W 2006 uzyskała mandat senatora XV kadencji. Weszła w skład nowego rządu jako minister zdrowia. Stanowisko to zajmowała od 17 maja 2006 do 8 maja 2008.
W 2007 razem ze swoim ugrupowaniem przystąpiła do nowo powołanej Partii Demokratycznej, w przedterminowych wyborach parlamentarnych w następnym roku została posłanką XVI kadencji (do 2013).